# Lachute
Lachute est une ville canadienne au Québec, chef-lieu de la MRC d’Argenteuil, dans la région des Laurentides.

## Histoire

Parc municipal

En 1682, Charles-Joseph d'Ailleboust reçoit du comte de Frontenac, gouverneur général de la Nouvelle-France, une seigneurie de 186 km2 de forêt vierge. Ce fief est borné par la rivière des Outaouais au sud, une ligne traversant le centre du hameau de Carillon à l'ouest, et le lac Clair au nord. Possédant déjà un château à Argenteuil, près de Paris, Charles-Joseph d'Ailleboust nomme ces terres la seigneurie d'Argenteuil. En 1697, Le seigneur d'Ailleboust et son épouse Catherine Le Gardeur vendent la seigneurie à leur fils Pierre. Au fil des ans, le fief passe de Louis Panet au major Murray. En 1753, Antoine Brunet est le premier colon à s'installer à Lachute.
Après la conquête de la Nouvelle-France par l'armée britannique, les Anglais implantent leurs lois mais respectent néanmoins certains droits seigneuriaux français. À partir de 1776, la population de Lachute commence à croitre alimentée entre autres, par une immigration en provenance des États-Unis (les Loyalistes), d’Anglais de Bytown (aujourd’hui Ottawa) et des îles britanniques. En 1796, Jedediah Lane, de Jericho au Vermont, achète du major Murray plusieurs milliers d'acres de terres situées des deux côtés de la rivière du Nord, là où Lachute se trouve aujourd'hui. La même année, Hezekiah Clark et sa famille, également de Jericho, s'installent près de la chute de la rivière du Nord. Le village s'appelle The Chute qui réfère à la chute de la rivière du Nord. En 1803, on compte 30 familles éparpillées sur les deux rives de la rivière du Nord. Une meunerie est construite sur la chute en 1804. Thomas Barron est le premier colon écossais à s'établir dans Argenteuil. Il achète en 1809 toutes les terres du territoire qui deviendra le centre-ville de Lachute. Le premier magasin général ouvre ses portes en 1813. Un an plus tard, Sir John Johnson achète le reste de la seigneurie d'Argenteuil. Il fait construire une scierie et donne du terrain pour qu'on y érige des églises, ce qui contribue à attirer de nouveaux colons dans Argenteuil.
Thomas Barron devient le premier magistrat, puis le premier maire de Lachute en 1825. En 1829, le cultivateur canadien-français Pierre Robert s'installe dans Argenteuil. D'autres colons francophones l'avaient précédé, mais ils ont ensuite quitté la région.
Le Parlement du Canada-Uni abolit le système seigneurial en 1854 et le comté d'Argenteuil est créé l'année suivante. À partir de 1870, Lachute prend de l'expansion : le chemin de fer reliant Montréal à Ottawa passe au cœur de la petite agglomération où le Canadien Pacifique y construit une gare en 1887. Félix Hamelin et Thomas Henry Ayers implantent la première industrie, une fabrique de laine appelée Ayers ltée. Le développement économique et social se poursuit, lorsque l'Irlandais James Crocket Wilson ouvre la papeterie J.C. Wilson Mills ltée (aujourd'hui Cascades, division Groupe Tissu). En 1885, la Ville de Lachute est incorporée. Vers la fin du siècle, la population compte 35 % de francophones. En 1901, l'électricité est établie.
Le maire J.-Évariste Valois fait établir en 1950, le principe de l'alternance des maires anglophones et francophones aux deux ans. Cette règle sera maintenue jusqu'au début des années 1970. Lachute continue de prendre de l'expansion tout au long des années 1950. La construction de son hôtel de ville est terminée, et les services médicaux et pharmaceutiques de la région se concentrent dans la municipalité. L'aéroport international de Lachute célèbre son ouverture en 1956 tandis que les francophones comptent pour plus de 66 % de la population. L’usine de filtration d'eau est construite en 1961. L'hôpital d'Argenteuil ouvre ses portes au début des années 1960. Suivent un centre d'art et des écoles secondaires francophone et anglophone. En 1966, Lachute et le village d'Ayersville fusionnent, pour former la Cité de Lachute et en 1971, une partie de la paroisse Saint-Jérusalem (Mirabel) est annexée à Lachute. En 2000, une autre partie du territoire de Mirabel est annexée à Lachute.
La Maison de la culture ouvre ses portes en 1992, suivi en 1995 par le Centre récréatif Kevin-Lowe-Pierre-Pagé, le poste de police et de pompiers. Dans la foulée de la réforme policière menée à l'échelle du Québec, le Service de police municipale de Lachute est transféré en 2002 à la Sûreté du Québec. Depuis le début des années 1990, Lachute est devenue le siège mondial de l’Antiquus Mysticusque Ordo Rosae Crucis (Ancien et mystique ordre de la Rose-Croix).

### Lieux patrimoniaux

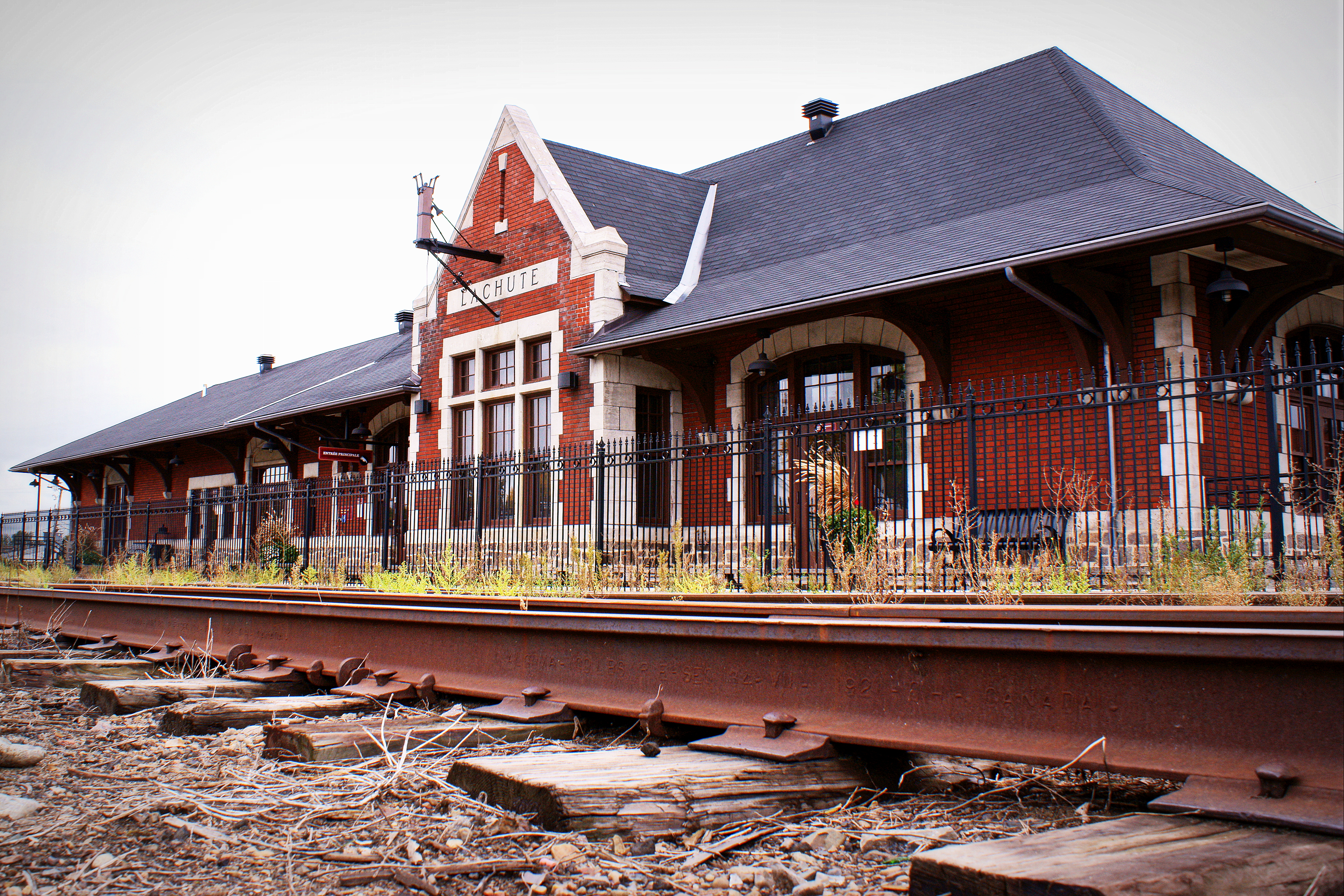
Gare de Lachute (fait partie de la liste des lieux patrimoniaux des Laurentides)

La gare ferroviaire de Lachute a été érigée en 1929. Cette gare a été conçue en 1927 à partir de plans pour la gare de Shawinigan. L’édifice est situé dans le quartier commercial de la ville. Le bâtiment fut agrandi en 1940. Cette gare est composée à la fois d’une structure en béton armé avec des matériaux traditionnels comme la brique et les ornements de pierre la rendent unique. L’édifice démontre l’importance du train dans les villes industrielles québécoises au courant du XXe siècle. En 1876, la ville de Lachute est traversée par le tout nouveau chemin de fer qui relie Québec à Ottawa. Deux manufactures sont intéressées par l’opportunité qu’un chemin de fer soit à proximité d’un cours d’eau dans une ville populeuse. Ainsi, s’y construiront l’usine de pâtes et papiers J. C. Wilson, puis l’usine de lainages Ayers. Ce tout nouvel essor économique attire beaucoup de gens de la région. La ville se transforme subitement en ville industrielle entre 1920 et 1930. C’est donc dans ce contexte que la gare de Lachute sera construite.

## Géographie
Lachute est située à 75 kilomètres au nord-ouest de Montréal. La rivière du Nord traverse la municipalité de l'est vers le sud-ouest. La rivière de l'Ouest traverse l'ouest de la municipalité jusqu'à sa confluence avec  la rivière du Nord au centre de la ville. La rivière de l'Est traverse la pointe nord-ouest de la municipalité vers le sud-ouest.

## Démographie
| 1991   | 1996   | 2001   | 2006   | 2011   | 2016   | 2021   |
| ------ | ------ | ------ | ------ | ------ | ------ | ------ |
| 11 730 | 11 493 | 11 628 | 11 832 | 12 551 | 12 862 | 14 794 |

## Politique et administration
Le conseil municipal se compose du maire et de six conseillers élus par districts tous les quatre ans. À l'élection de 2013, Carl Péloquin devient maire avec 45,6 % des voix contre 39,5 % pour le maire sortant Daniel Mayer, avec un taux de participation de 52,2 %.
|            | 2009-2013                    | 2013-2017                    | 2017-2021       |
| Maire      | Daniel Mayer                 | Carl Péloquin                | Carl Péloquin   |
| District 1 | Marcelle Lafleur Louis-Seize | Marcelle Lafleur Louis-Seize | Patrick Cadieux |
| District 2 | Mario Beaudin                | Mario Beaudin                | Serge Lachance  |
| District 3 | Guy Léger                    | Denis Richer                 | Denis Richer    |
| District 4 | Stéphane Braney              | Alain Lanoue                 | Alain Lanoue    |
| District 5 | Guy Desforges                | Guy Desforges                | Guy Desforges   |
| District 6 | Paul Cleary                  | Hugo Lajoie                  | Hugo Lajoie     |

Tous les ans depuis 1992, deux jeunes de la municipalité partent travailler pour l’été dans la ville de Cluses, en France (Haute-Savoie) alors que deux Français sont accueillis à Lachute. Cet échange est mis en place par les deux communes grâce à l’impulsion de l’association « Alpes Léman Québec », membre du réseau national « France Québec » et son homologue québécois « Québec France ».
Aux fins de représentation politique nationale, Lachute fait partie de la circonscription électorale d'Argenteuil à l'Assemblée nationale du Québec, et à la circonscription d'Argenteuil—La Petite-Nation à la Chambre des communes du Canada.
| Lachute Maires depuis 2001                                                                                           |                      |         |          |
| Élection | Maire                | Qualité | Résultat |
| 2001 | Daniel Mayer         |         |          |
| 2005 | Daniel Mayer         | Voir    |          |
| 2009 | Daniel Mayer         | Voir    |          |
| 2013 | Carl Péloquin        |         | Voir     |
| 2017 | Carl Péloquin        | Voir    |          |
| 2021 | Bernard Bigras-Denis |         | Voir     |
| Élection partielle en italique Depuis 2005, les élections sont simultanées dans toutes les municipalités québécoises |                      |         |          |

## Éducation
La Commission scolaire de la Rivière-du-Nord géré des écoles francophones.
La Commission scolaire Sir Wilfrid Laurier géré des écoles anglophones :
- École primaire Laurentian à Lachute[13]
- École secondaire Laurentian Regional (en) à Lachute[14]

## Société
Le Salon de l'arme et du militaria de Lachute regroupe des dizaines d'armuriers et de collectionneurs d'armes historiques, d'armes de chasse et de munitions.
Lachute est actuellement la deuxième ville la plus pauvre du Canada. Près d’un ménage sur quatre (24,3 %) vit à faible revenu, c’est-à-dire avec moins de 22 133 $ pour une personne seule ou 44 266 $ pour une famille avec deux enfants. Elle occupe donc la deuxième place dans le palmarès canadien, après l'agglomération de Hawkesbury, qui comprend Grenville.